# 혼고구
혼고구(本郷区)는 도쿄부 도쿄시에 설치되었던 구이다. 현재의 분쿄구에 해당한다.

## 역사
- 1878년 11월 2일, 도쿄부 혼고구 설치
- 1889년 5월 1일, 시제 시행으로 도쿄시 혼고구가 됨.
- 1943년 7월 1일, 도쿄도제 시행으로 도쿄도 혼고구가 됨.
- 1947년 3월 15일, 혼고구와 고이시카와구 구역을 합쳐 분쿄구를 설치함.